# لویمی (بازیکن فوتبال، زاده ۱۹۷۹)
لویمی (انگلیسی: Luismi؛ زادهٔ ۴ سپتامبر ۱۹۷۹) بازیکن فوتبال اهل اسپانیا است.
از باشگاه‌هایی که در آن بازی کرده‌است می‌توان به باشگاه فوتبال فوئنلابرادا، باشگاه فوتبال الچه، باشگاه فوتبال لوانته، و باشگاه ورزشی تنریف اشاره کرد.